# Тетеринська
Тетери́нська (рос. Тетеринская) — присілок у складі Підосиновського району Кіровської області, Росія. Входить до складу Підосиновського міського поселення.
Населення становить 28 осіб (2010, 73 у 2002).
Національний склад станом на 2002 рік — росіяни 93 %.